# رجل الجبل
رجل الجبل هو مستكشف يعيش في البرية ويكسب رزقه من الصيد والفخاخ. كان رجال الجبال أكثر شيوعًا في جبال روكي بأمريكا الشمالية من حوالي عام 1810 حتى ثمانينيات القرن التاسع عشر (وبلغ عدد السكان ذروته في أوائل أربعينيات القرن التاسع عشر). لقد كان لهم دور فعال في فتح مسارات المهاجرين المختلفة مما سمح للأمريكيين في الشرق باستيطان الأراضي الجديدة في أقصى الغرب من خلال قطارات العربات المنظمة التي تسافر عبر الطرق التي تم استكشافها.
عاش رجال الجبال على أرباح تجارة الفراء في أمريكا الشمالية وازدهروا اقتصاديًا لمدة ثلاثين عامًا. بحلول الوقت الذي تم فيه توقيع معاهدتين دوليتين جديدتين في أوائل عام 1846 وأوائل عام 1848، اندفعت موجة كبيرة من الهجرة، وكانت أيام رجال الجبال الذين يعتمدون على صيد الفراء لكسب عيشهم قد شارفت على الانتهاء. بدأت صناعة الفراء في الانحدار بسبب تراجع الطلب والصيد الجائر. مع ازدهار تجارة الحرير والانخفاض السريع في تجارة القنادس في أمريكا الشمالية خلال ثلاثينيات وأربعينيات القرن التاسع عشر، انتقل العديد من رجال الجبال للعمل ككشافة للجيش أو مرشدي قوافل العربات، أو استقروا في الأراضي التي ساعدوا على فتحها.

## التاريخ
تسلق ما يقارب 3000 منهم الجبال بين عامي 1820 و1840، وهي فترة ذروة حصاد القندس. كان معظم رجال الجبال يعملون لدى شركات الفراء الكبرى. كانت حياة رجل الشركة شبه عسكرية. كان لدى الرجال مجموعات فوضوية، وتم اصطيادهم وحصرهم في ألوية، وكانوا دائمًا يقدمون تقاريرهم إلى رئيس مجموعة الاصطياد. كان يُطلق على هذا الرجل لقب بوزوي "boosway" ، وهو لفظ غير شرعي للمصطلح الفرنسي برجوازي.

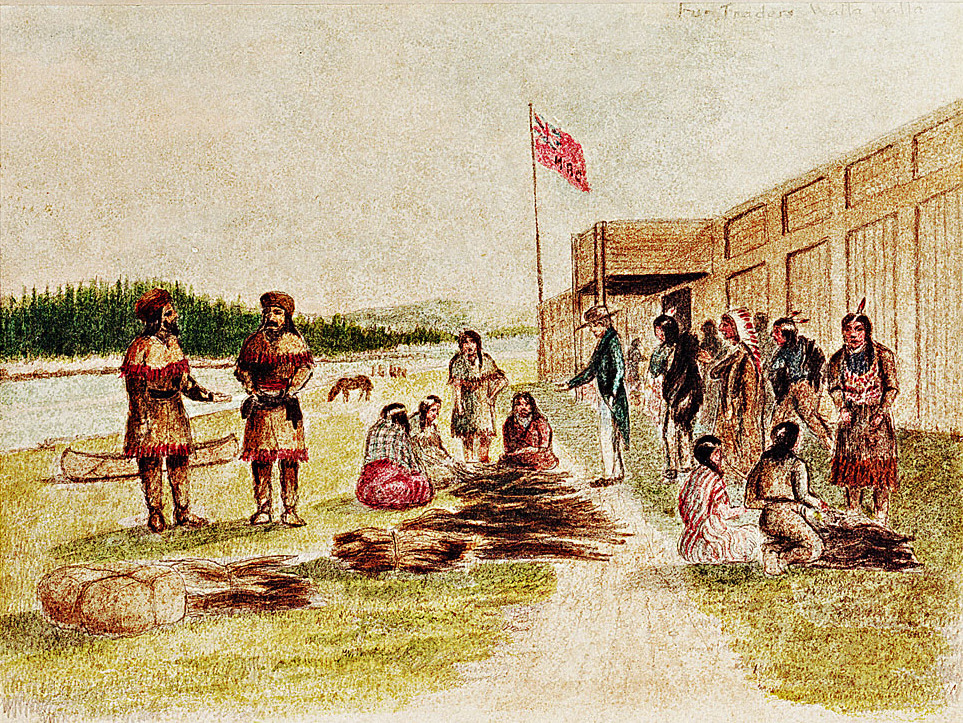
تجارة الفراء في فورت نيز بيرسي عام 1841

غالبًا ما كان يتم عقد اللقاء السنوي في هورس كريك على النهر الأخضر، والذي يسمى الآن موقع لقاء النهر الأخضر العلوي، بالقرب من باينديل الحالية، وايومنغ . بحلول منتصف ثلاثينيات القرن التاسع عشر، اجتذبت ما بين 450 إلى 500 رجل سنويًا، معظمهم من الصيادين والتجار الأمريكيين العاملين في جبال روكي، بالإضافة إلى العديد من الأمريكيين الأصليين. في أواخر ثلاثينيات القرن التاسع عشر، وضعت شركة خليج هدسون والتي مقرها في كندا العديد من السياسات المصممة لتقويض تجارة الفراء الأمريكية. كانت شركة ايتش بي سي قادرة على تقديم السلع التجارية المصنعة بأسعار أقل بكثير من تلك التي يمكن أن تنافسها شركات الفراء الأمريكية. إلى جانب انخفاض الطلب والعرض على القندس، بحلول عام 1840، كانت شركة ايتش بي سي قد أوقفت جميع تجار الفراء الأمريكيين عن العمل. تم عقد الموعد الأخير في عام 1840. خلال نفس السنوات، تحولت الموضة في أوروبا بعيدًا عن قبعات القندس الشهيرة سابقًا؛ وفي الوقت نفسه، أصبح القندس يتعرض للصيد الجائر. بعد تحقيق الاحتكار الأمريكي بحلول عام 1830، خرج أستور من تجارة الفراء قبل تراجعها.
بحلول عام 1841، كانت شركة الفراء الأمريكية وشركةروكي ماونتن للفراء في حالة خراب. بحلول عام 1846، كان حوالي 50 صيادًا أمريكيًا فقط لا يزالون يعملون في بلاد نهر الأفعى، مقارنة بـ 500-600 في عام 1826. بعد فترة وجيزة من الانتصار الاستراتيجي الذي حققته ايتش بي سي، استخدم المهاجرون طريق سنايك ريفر باعتباره طريق أوريغون، مما جلب شكلاً جديدًا من المنافسة. كسب الصيادون السابقون على المال من عملهم كمرشدين أو صيادين لمجموعات المهاجرين. 

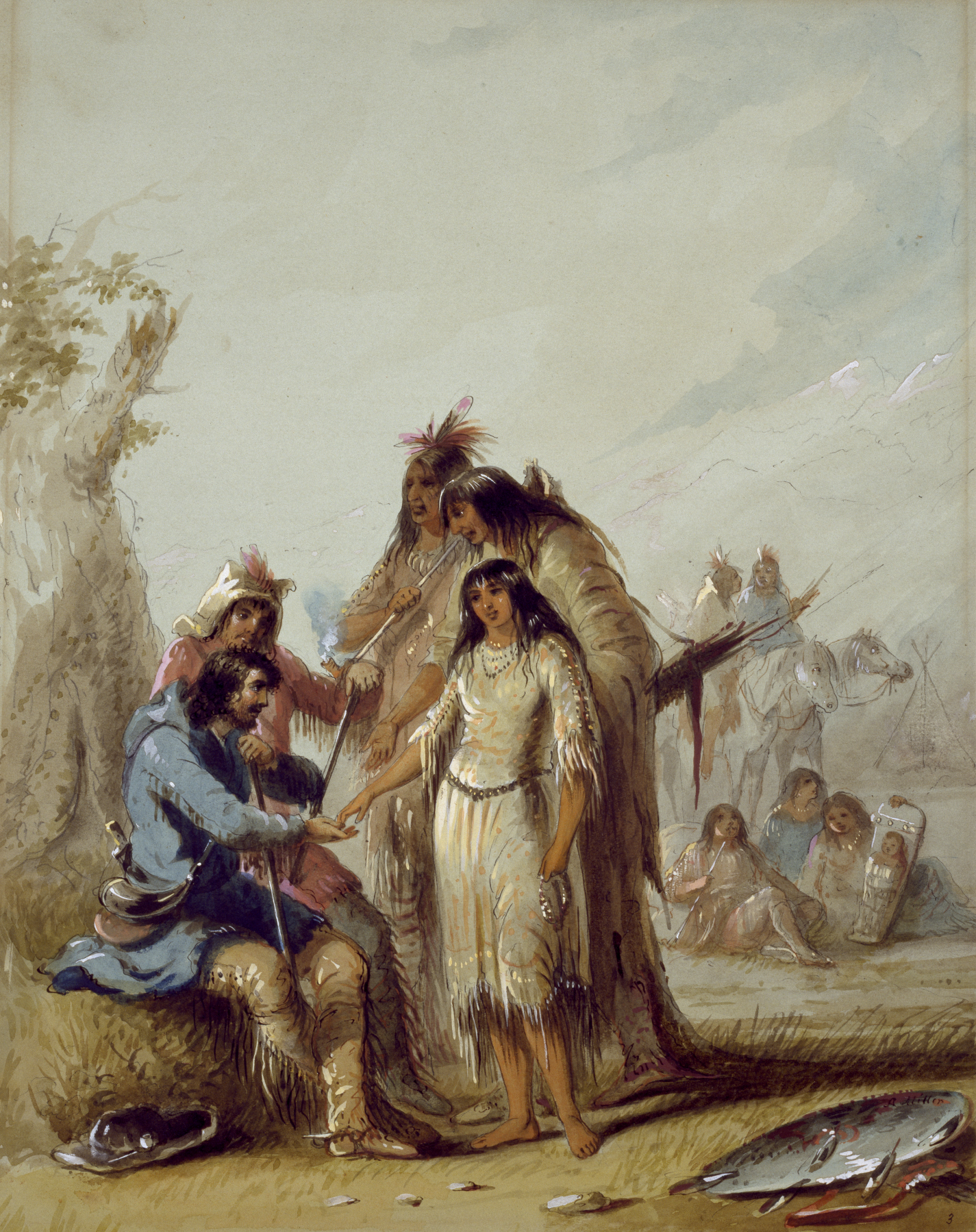
تُظهر The Trapper's Bride الصياد فرانسوا، وهو يدفع 600 دولار من السلع التجارية لامرأة هندية لتكون زوجته، كاليفورنيا. 1837 ألفريد جاكوب ميلر.

نشأ مركز ثانٍ لتجارة وتوريد الفراء في تاوس فيما يعرف اليوم بنيو مكسيكو . جذبت هذه التجارة العديد من الأمريكيين الفرنسيين من لويزيانا وبعض الصيادين الكنديين الفرنسيين، بالإضافة إلى الأمريكيين الأنجلو أمريكيين. تابع بعض سكان نيو مكسيكو أيضًا تجارة القندس، حيث كان للمواطنين المكسيكيين في البداية بعض المزايا القانونية.
بعد تصفية شركة باسيفيك للفراء، سيطرت الشركات البريطانية الكندية على تجارة الفراء في شمال غرب المحيط الهادئ، في البداية تحت شركة نورث ويست ثم شركة ايتش بي سي. اتخذت الشركتان العديد من الإجراءات لمنع تجار الفراء الأمريكيين من التنافس معهم غرب جبال روكي.
وفقًا للمؤرخ ريتشارد ماكي، فإن سياسة ايتش بي سي أجبرت الصيادين الأمريكيين على البقاء في جبال روكي، مما أدى إلى ظهور مصطلح "رجال الجبال". 
كان لهم دور فعال في فتح مسارات المهاجرين المختلفة مما سمح للأمريكيين في الشرق باستيطان الأراضي الجديدة في أقصى الغرب من خلال قطارات العربات المنظمة التي تسافر عبر الطرق التي تم استكشافها. وبحلول الوقت الذي تم فيه إبرام معاهدتين دوليتين جديدتين في أوائل عام 1846 وأوائل عام 1848  استقرت رسميًا مناطق ساحلية غربية جديدة في الولايات المتحدة وأثارت موجة كبيرة من الهجرة، وكانت أيام رجال الجبال الذين يكسبون عيشهم عن طريق مصائد الفراء قد انتهت إلى حد كبير. كانت صناعة الفراء تفشل بسبب الإفراط في الصيد. وبالصدفة كانت الهجرة الأمريكية المستمرة إلى الغرب عن طريق عربات القطارات بهدف المطالبة بالأراضي الرخيصة في الغرب تتزايد بسرعة من مجموعة من المستوطنين منذ افتتاح طريق أوريغون عام 1841 إلى طوفان من المهاجرين المتجهين غربًا بحلول عام 1847-1849 وبعد ذلك إلى داخل الولايات المتحدة.

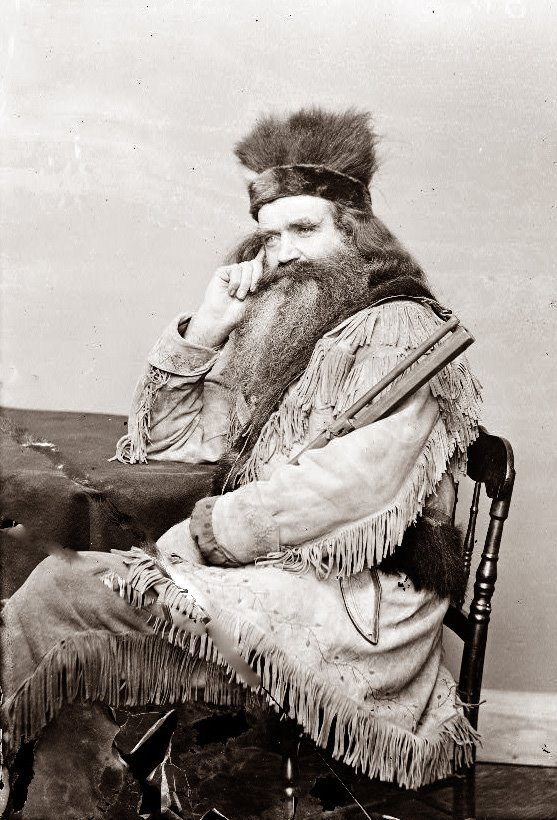
سيث كينمان ، رجل جبلي بارز من القرن التاسع عشر ادعى أنه اصطاد حوالي 800 دب أشيب.

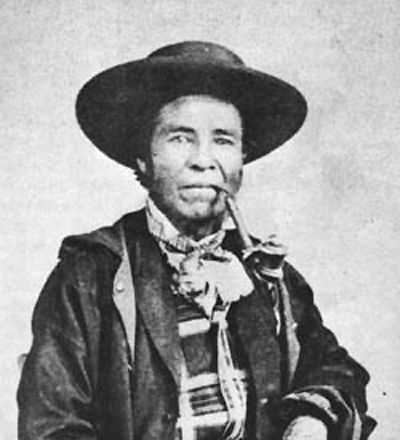
ماريانو ميدينا

بحلول الوقت الذي بدأت فيه تجارة الفراء في الانهيار في أربعينيات القرن التاسع عشر، مما حفزهم على تغيير وظائفهم، تم دمج المسارات التي اكتشفوها وتحويلها إلى مسارات بغال موثوقة وتحسنت تدريجيًا إلى طرق شحن قادرة على استيعاب العربات للسماح لهم بالعمل كمرشدين وكشافة.
تطور الاندفاع الكبير غربًا على طول طريق أوريغون الذي تم افتتاحه حديثًا من مجموعة من المستوطنين في عام 1841 إلى مجرى ثابت في عامي 1844-1846 ثم أصبح فيضانًا عندما استغلت هجرة المورمون الطريق المؤدي إلى بحيرة سولت ليك الكبرى. انفجرت الهجرة في عام 1849 في " التسعة والأربعون " ردًا على اكتشاف الذهب في كاليفورنيا عام 1848.

## طريقة العيش

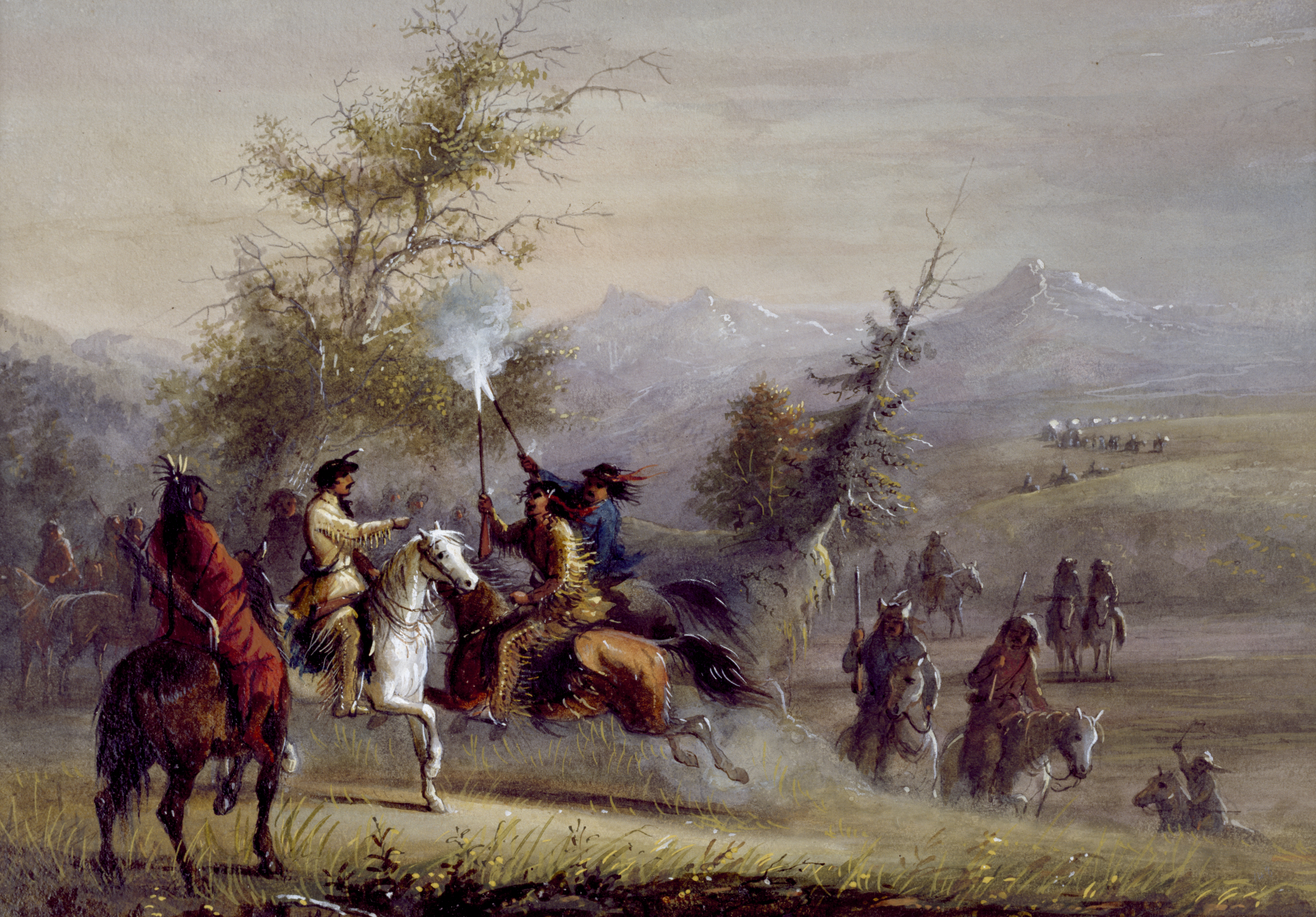
التحية ألفريد جاكوب ميلر

كانت حياة رجل الجبل وعرة، ولم يصمد الكثير منهم أكثر من عدة سنوات في البرية. لقد واجهوا العديد من المخاطر، خاصة عند استكشاف المناطق الجديدة: الحشرات القارضة وغيرها من الحيوانات البرية، والطقس السيئ، والأمراض، والإصابات، ومعارضة السكان الأصليين. كانت الدببة الرمادية واحدة من أعظم أعداء رجال الجبال. 
ومن أجل البقاء على قيد الحياة، كان الرجال بحاجة إلى معرفة بالعلاجات العشبية والإسعافات الأولية. وفي الصيف، يمكنهم صيد الأسماك وبناء المأوى والبحث عن الطعام والجلود. كان رجال الجبال يرتدون بدلات مصنوعة من جلود الغزلان، مما منحهم بعض الحماية.  لم يكن هناك أطباء في المناطق التي يعمل فيها رجال الجبال، وكان عليهم أن يعالجوا عظامهم المكسورة، ويعالجوا جروحهم، بأنفسهم حتى يستعيدوا صحتهم. 

### صائدو الفرو
كان صائد الفراء رجلًا جبليًا يعمل مستقلاً وكان يتاجر بجلوده لمن يدفع له أفضل سعر.

### إعادة تمثيل تاريخية
إعادة التمثيل التاريخي لملابس وأسلوب حياة رجل الجبل، المعروف أحيانًا باسم جلد الغزال، يسمح للناس بإعادة إنشاء جوانب هذه الفترة التاريخية. يعد لقاء روكي ماونتن اليوم الذي أعيد تمثيله حيث يختار بعض الرجال المعاصرين أسلوب حياة مشابهًا لأسلوب حياة رجال الجبال التاريخيين. وقد يعيشون ويتجولون في جبال الغرب أو في مستنقعات جنوب الولايات المتحدة.

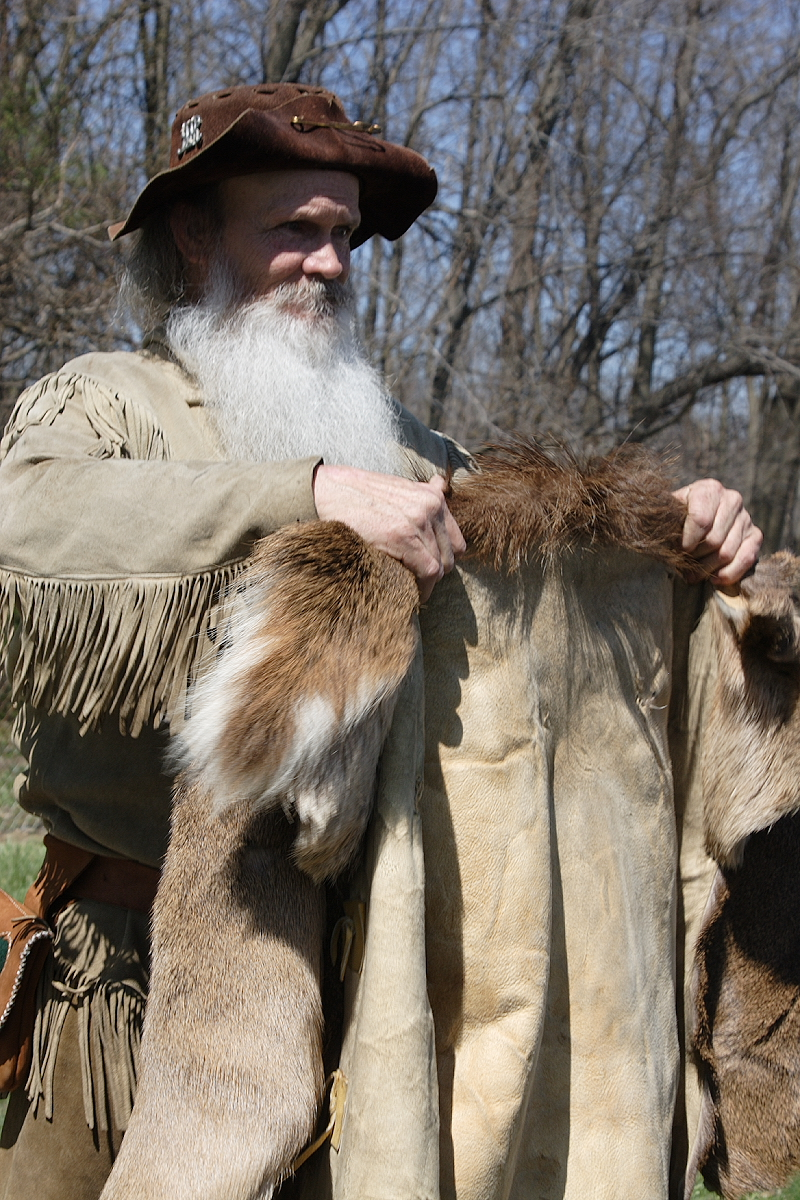
رجل الجبل مُعيد تمثيل أو مؤرخ حي يرتدي جلود الغزال

## رجال الجبال البارزين

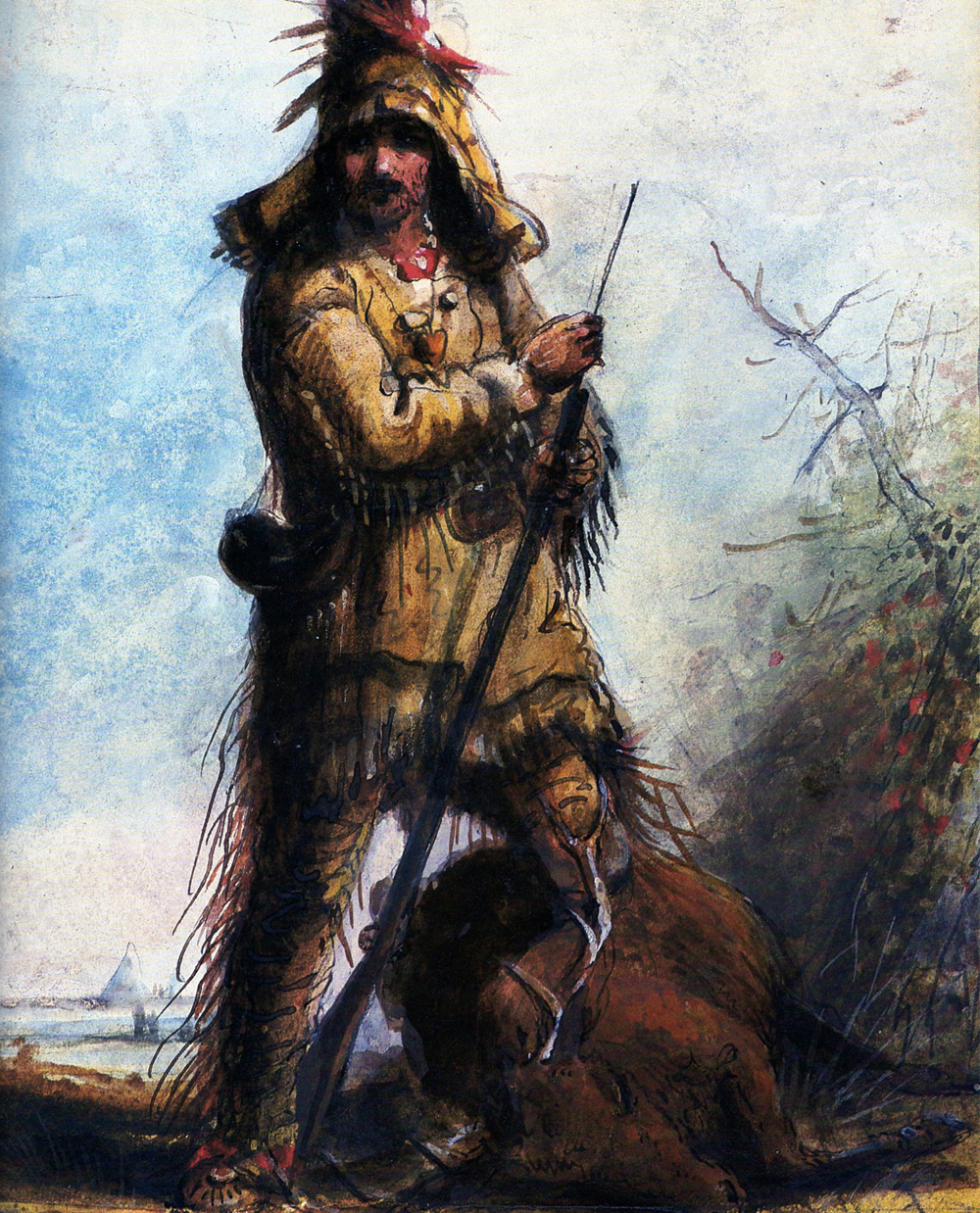
روكي ماونتينز ترابر (من المفترض) ويليام "أولد بيل" ويليامز

- ولد جيم بيكورث (1798-1866) في ظل العبودية، ووصل إلى ميسوري مع والديه وأطلق سراحه من قبل والده. بدأ العمل مع بعثة أشلي، ووقع عقدًا مع شركة روكي ماونتن للفراء، وأصبح رجل جبال معروفًا. عاش مع الغراب لسنوات وأصبح قائد حرب. كان الأمريكي الأفريقي الوحيد في الغرب الذي نُشرت قصة حياته (1856 [7] ). كان له الفضل في اكتشاف ممر بيكورث في سييرا نيفادا في عام 1850 وتحسين مسار الأمريكيين الأصليين مما أدى إلى إنشاء ما أصبح يعرف باسم مسار بيكورث عبر الجبال إلى ماريسفيل، كاليفورنيا .
- ذهب جيم بريدجر (1804-1881) غربًا في عام 1822 عندما كان عمره 17 عامًا كعضو في مجموعة أشلي هاندريد لاستكشاف منطقة نهر ميسوري العليا. لقد كان من بين أوائل غير السكان الأصليين الذين شاهدوا السخانات والعجائب الطبيعية الأخرى في منطقة يلوستون. ويعتبر أيضًا من أوائل الرجال من أصل أوروبي، جنبًا إلى جنب مع إتيان بروفوست، الذين رأوا البحيرة المالحة الكبرى، والتي كان يعتقد في البداية أنها ذراع للمحيط الهادئ بسبب ملوحتها. في عام 1830، اشترى بريدجر أسهمًا في شركة روكي ماونتن للفراء.
- حقق كيت كارسون (1809-1868) شهرة وبدأ مشواره وحصل على بعض الاعتراف المبكر باعتباره صيادًا. استكشف كارسون الغرب إلى كاليفورنيا والشمال عبر جبال روكي. عاش بين قبائل أراباهو وشيان وتزوج منها. تم تعيينه من قبل جون سي فريمونت ("مستكشف الطرق") كمرشد وقاده عبر معظم أنحاء كاليفورنيا وأوريجون ومنطقة الحوض العظيم، وحقق شهرة وطنية من خلال فريمونت. قصص حياته كرجل جبلي حولته إلى شخصية بطل الحدود، الرجل الجبلي النموذجي في عصره. [8]
- مانسيل كارتر (1902–1987) كان "رجل الجبل" رجل أعمال ومنقبًا عن الذهب. في عام 1987، أطلقت عليه مجلة فينيكس لقب أحد "أساطير أريزونا". يعد قبره في جبل الذهب في متنزه سان تان ماونتن الإقليمي في كوين كريك، أريزونا، منطقة جذب سياحي. [9] [10] [11]
- جون كولتر (1774–1812 أو 1813)، أحد رجال الجبال الأوائل، وكان عضوًا في بعثة لويس وكلارك. أصبح فيما بعد أول رجل أوروبي يدخل حديقة يلوستون الوطنية ويرى ما يعرف الآن بجاكسون هول وسلسلة جبال تيتون.
- كان جورج درويلارد (1774 أو 1775-1810) صيادًا ومترجمًا ومتحدثًا في رحلة لويس وكلارك الاستكشافية، وغالبًا ما يُعتبر أحد أكثر أعضاء لويس تقديرًا (مع جون كولتر). أثبت درويلارد أنه الصياد الأكثر مهارة في الرحلة الاستكشافية، ولا سيما خلال فصل الشتاء القاسي في فورت كلاتسوب. غالبًا ما كان يغامر بالخروج بمفرده مثل جون كولتر، لا سيما إلى منابع نهر بيج هورن من يلوستون وحول ثري فوركس في ميسوري، قُتل درويلارد في مايو 1810 على يد هنود بلاكفوت في منطقة ثري فوركس.
- كان هيو جلاس (1783–1833) أحد سكان الحدود وصياد الفراء، اشتهر بنجاته من هجوم الدب الأشيب بالقرب من نهر ميسوري.
- سيلفان "باكسكين بيل" هارت (1906–1980)، المعروف باسم "آخر رجال الجبال"، [12] عاش على طول نهر السلمون في نهر فرانك تشيرش في برية اللاعودة في أيداهو من عام 1932 إلى عام 1980.
- كان جون جونسون "آكل الكبد" (1824–1900) أحد أبرز رجال الجبال في العصر الحديث. عمل جونسون في وايومنغ ومونتانا، في اصطياد جلود القندس والجاموس والذئاب. لم يكن جونسون منتسبًا إلى شركة، فاوض بشكل مستقل لبيع جلوده. تم تصوير عناصر قصته في الفيلم إرميا جونسون، وكتب دينيس ماكليلاند سيرة ذاتية عنه.
- كان سيث كينمان (1815–1888) رجل حدود أسطوريًا اشتهر بمستوطنته في كاليفورنيا
- كان جوزيف ميك (1810–1875) صيادًا ومسؤولًا عن إنفاذ القانون وسياسيًا في ولاية أوريغون وإقليم أوريغون فيما بعد. كان ميك رائدًا مشاركًا في تجارة الفراء قبل أن يستقر في وادي توالاتين، ولعب دورًا بارزًا في اجتماعات تشامبويج عام 1843، حيث تم انتخابه عمدة. لاحقًا خدم في الهيئة التشريعية المؤقتة لولاية أوريغون قبل أن يتم اختياره لمنصب مارشال الولايات المتحدة لإقليم أوريغون.
- كان جيديديا سميث (1799–1831) صيادًا وتاجر فراء، وكانت استكشافاته مهمة في فتح الغرب الأمريكي أمام استيطان الأوروبيين والأمريكيين. يعتبر سميث أول رجل من أصل أوروبي يعبر ولاية نيفادا المستقبلية؛ أول من اجتاز ولاية يوتا من الشمال إلى الجنوب ومن الغرب إلى الشرق؛ وأول أمريكي يدخل كاليفورنيا عبر طريق بري. وكان أيضًا أول من تسلق منطقة هاي سييرا واستكشف المنطقة من سان دييغو إلى ضفاف نهر كولومبيا. كان لدى سميث ندوب ملحوظة في الوجه من هجوم الدب الأشيب.
- كان ويليام سوبليت (1798–1845) صيادًا للفراء ورائدًا ورجلًا جبليًا، وأصبح مع إخوته بعد عام 1823 وكيلًا لشركة روكي ماونتن فور (ولاحقًا أحد مالكيها)، مستغلين ثروات ولاية أوريغون، مما ساعد في تحديد أفضل الطرق التي تم تحسينها لاحقًا إلى مسار أوريغون.
- كان العجوز بيل ويليامز (1787–1849) أحد سكان الحدود وصياد الحيوانات، اشتهر ببعثاته إلى الغرب الأمريكي وكمترجم فوري لحكومة الولايات المتحدة.

## أنظر أيضا
- رجال الجبال
- جيمس أوهايو باتي
- بانديرانتيس

## الروابط الخارجية
- رجال الجبال وتجارة الفراء: مصادر تاريخ تجارة الفراء في جبال روكي الغربية
- متحف رجل الجبل
- متحف تجارة الفراء